# Lutgart vande Kerckhove
Lutgart vande Kerckhove (Sint-Omaars, c. 1591 – Brugge, 17 juni 1647) was de eerste abdis van de gereformeerde Sint-Godelieveabdij in Brugge. 

## Biografie
Vande Kerkckhove werd geboren in een adellijke familie rond 1591 in Sint-Omaars. Ze trad in bij de Benedictinessen in Dowaai. Wanneer abt Henricus vanden Zype benedictinessen zocht om in Brugge een gereformeerde abdij op te starten, nam hij contact op met Florence de Werquignoeul, vernieuwster van de Benedictijner kloosterregels en abdis van meerdere kloosters. Zij stuurde Lutgart vande Kerckhove samen met twee anders zusters Louise de Vitry en Marie de la Rammonerie naar Brugge. De Werquignoeul noemde de drie zusters "les meillures plantes de son jardin".
Van 1624 tot 1626 woonden de zusters in Rozendal voor ze op 29 september 1626 hun intrek in de Boeveriestraat in 't Fontainken namen. Op 27 februari 1639 werd vande Kerckhove gewijd tot abdis door Servaas de Quinckere, bisschop van Brugge. Tijdens haar leiderschap legde ze vooral de aandacht op de basisregels van de kloostergemeenschap: gehoorzaamheid, stilte, meditatie, koorgebed en samenzang, kennis van de regels van Benedictus en armoede.
Ze overleed op 17 juni 1647 en werd begraven in de kloosterkerk.

## Bouwwerken
Lutgart vande Kerckhove voerde heel wat bouwwerken uit tijdens haar tijd in Brugge. Nog voor ze officieel tot abdis gewijd werd, nam ze het initiatief om drie kleine huisjes op het domein om te bouwen tot kerk met doksaal en sacristie. Op 27 december 1624 vond de altaarwijding van deze kerk plaats. Vier jaar later in 1628 laat ze dertien cellen gelegen langs de Boeveriestraten bouwen voor de zusters. Het straatlawaai dat deze bouwwerken veroorzaakten, zorgden voor heel wat klachten van de omwonenden. De abdis blijft ijveren voor de verdere uitbouw van de abdij. Uiteindelijk worden de omliggende gebieden gekocht met inkomsten uit de verkoop van vroegere kloostergebouwen en schenkingen en worden er plannen getekend voor een nieuwe abdij. 
De eerste steen van de nieuwe zuidvleugel wordt door abt vanden Zype gelegd op 27 augustus 1642. Deze zonnige vleugel bevat op de gelijkvloers een grote betegelde keuken, een refter, twee kamers en ene pandgang. Op de eerste verdieping kwamen het dormitorium met de individuele cellen voor de zusters. In 1636 zorgde abdis Lutgart ervoor dat de abdij ommuurd werd.